# Expression hétérologue
L'expression hétérologue désigne l'expression d'un gène ou d'une partie d'un gène dans un organisme hôte qui ne possède pas naturellement le gène ou le fragment de gène en question. L'insertion du gène dans l'hôte hétérologue est réalisée par la technologie de l'ADN recombinant. L'expression hétérologue a souvent pour but de déterminer les effets des mutations et des interactions différentielles sur la fonction des protéines. Elle permet d'exprimer efficacement et d'expérimenter des combinaisons de gènes et de mutants qui n'existent pas à l'état naturel.
Selon la durée de la recombinaison dans le génome de l'hôte, il existe deux types d'expression hétérologue : à long terme (stable) et à court terme (transitoire). L'expression à long terme est une intégration potentiellement permanente dans le gène et l'expression à court terme est une modification temporaire qui dure de 1 à 3 jours.
Après avoir été inséré dans l'hôte, le gène peut être intégré dans l'ADN de l'hôte, provoquant une expression permanente, ou non intégré, provoquant une expression transitoire. L'expression hétérologue peut se faire dans de nombreux types d'organismes hôtes. L'organisme hôte peut être une bactérie, une levure, une cellule de mammifère ou une cellule végétale. Cet hôte est appelé « système d'expression ». L'expression homologue, quant à elle, fait référence à la surexpression d'un gène dans un système d'où il provient.

## Méthodes

### Techniques pour isoler des gènes spécifiques
L'identification des gènes peut être réalisée à l'aide de méthodes informatiques connues sous le nom de techniques de criblage hétérologue. Une bibliothèque numérique de séquences d'ADNc contient des données provenant de nombreux projets de séquençage et permet d'accéder facilement aux informations sur les séquences de gènes connus.
Si une séquence génomique est inconnue ou indisponible, l'ADN est soumis à un processus de fragmentation aléatoire, de clonage et de criblage afin de déterminer son phénotype. Bien que diverses méthodes puissent être utilisées pour obtenir un gène particulier, la manière la plus simple de révéler les composants d'une séquence d'ADN inconnue est d'abord d'identifier ses enzymes de restriction. Les enzymes de restriction sont des enzymes responsables du clivage de l'ADN en fragments sur un site spécifique au sein de molécules appelées sites de restriction. Ces enzymes peuvent se trouver dans des bactéries ou des archées et sont connues pour protéger l'ADN de l'invasion étrangère des virus. Les enzymes de restriction sont distinctes et chacune ne reconnaît qu'une séquence spécifique de paires de bases dans l'ADN, dont beaucoup ont tendance à être palindromiques. En localisant chaque enzyme, la séquence associée à l'enzyme de restriction peut être identifiée et isolée.
Si la séquence est connue, une technique appelée réaction en chaîne par polymérase (PCR) peut être utilisée pour isoler un gène d'intérêt. L'objectif de la PCR est non seulement d'identifier, mais aussi d'amplifier un segment d'ADN particulier par des phases de dénaturation, de recuit et d'extension. La dénaturation place une matrice d'ADN double brin dans des conditions de température élevée (95 °C) afin de rompre ses faibles liaisons hydrogène et d'assurer la séparation des brins. Le recuit refroidit la réaction pour permettre aux liaisons hydrogène de se reformer et favoriser la liaison des amorces à leurs séquences complémentaires sur la matrice d'ADN simple brin. Enfin, l'étape d'extension implique que l'ADN polymérase reconnaissant l'ADN simple brin amorcé, et donc isolant des séquences spécifiques nécessaires à la réplication.

### Techniques d'incorporation de gènes dans l'hôte

#### Administration par pistolet génétique/Biolistique
L'administration par pistolet à gènes /biolistique est une méthode attrayante pour l'administration de gènes en raison de ses propriétés non virales et, en plus de la transduction virale, c'est l'une des méthodes les plus courantes. Cette méthode permet de réduire les réactions immunitaires indésirables et le risque d'infection virale par rapport aux méthodes de transfert basées sur les virus. Plutôt que d'utiliser un vecteur viral, cette technique fait appel à des méthodes physiques, en particulier à la propulsion à l'hélium pour délivrer des vecteurs de transformation. Le transfert par canon à gènes est traditionnellement utilisé pour la production de plantes transgéniques, car il permet de pénétrer efficacement les parois cellulaires. Plus récemment, cette technique s'est avérée efficace dans les cellules animales qui ne peuvent tolérer un bombardement de haut niveau, où les particules d'or de l'ADN sont délivrées à une pression d'hélium plus faible. Cette méthode est utilisée avec succès à la fois in vitro et in vivo.

#### Électroporation
L'électroporation est une méthode qui utilise une haute tension pour créer des pores dans les membranes des cellules de mammifères. En pulsant l'électricité, des zones locales de la membrane cellulaire se déstabilisent transitoirement et l'ADN peut alors pénétrer dans la cellule. Lorsque l'intensité du champ est appropriée, les dommages causés à la cellule hôte sont minimes. Cette technique peut être utilisée pour les transfectants à court et à long terme. Elle est également efficace avec presque tous les types de tissus et a montré des niveaux élevés de transfert de gènes avec une augmentation de la distribution des cellules exprimant l'ADN.

#### Transduction virale
La transduction virale est une méthode qui fait appel à des vecteurs viraux et qui est utilisée pour l'introduction stable de gènes dans les cellules cibles. Dans cette méthode, le vecteur viral (virion) infecte les cellules hôtes en transportant directement l'ADN dans le noyau de la cellule. Les deux types de virus couramment utilisés pour la transduction sont les adénovirus, qui ont tendance à être transitoires, et les lentivirus, qui intègrent l'ADN dans le génome. Les vecteurs lentiviraux sont également un outil viral intéressant car ils peuvent transduire dans des cellules qui ne se divisent pas, ce qui permet un transfert stable dans une large gamme de types de cellules hôtes.

#### Lipofection
Dans la lipofection, le gène est injecté à l'aide de liposomes. La séquence d'ADN est encapsulée dans un liposome dont la composition est identique à celle de la membrane cellulaire. Cette méthode lui permet de fusionner directement avec la membrane ou d'être endocytosé, ce qui libère l'ADN dans la cellule. La lipofection est souvent utilisée parce qu'elle fonctionne avec de nombreux types de cellules, qu'elle est hautement reproductible et qu'il s'agit d'une méthode rapide pour l'expression stable et transitoire.

## Systèmes hôtes
Les gènes sont souvent soumis à une expression hétérologue pour étudier des interactions protéiques spécifiques. E. coli, la levure (S. cerevisiae, P. pastoris), les cellules de mammifères immortalisées et les ovocytes d'amphibiens (c'est-à-dire les œufs non fécondés) ont couramment utilisés pour les études nécessitant une expression hétérologue. Le choix d'un système particulier doit tenir compte d'aspects économiques et qualitatifs. L'expression procaryote est largement utilisée dans la technologie de l'ADN recombinant pour former des protéines facilement manipulables par des méthodes génétiques bien connues avec un milieu peu coûteux. Parmi les limitations, on peut citer l'accumulation intracellulaire de protéines hétérologues, le mauvais repliement du peptide, l'absence de modifications post-transcriptionnelles, le risque de dégradation du produit en raison de traces d'impuretés protéasiques et la production d'endotoxines.
Des systèmes procaryotes et eucaryotes, le plus souvent des bactéries, des levures, des insectes et des cellules de mammifères, et parfois des amphibiens, des champignons et des protistes, sont utilisés pour les études qui nécessitent une expression hétérologue. Les bactéries, en particulier E. coli, les levures (S. cerevisiae, P. pastoris), les insectes et les cellules d'amphibiens (ovocytes) sont utilisés comme hôtes efficaces pour l'expression de protéines étrangères. En général, les procaryotes sont plus faciles à utiliser et mieux compris et constituent souvent le système hôte préféré. Ils sont largement utilisés dans la technologie de l'ADN recombinant pour former des protéines facilement manipulables par des méthodes génétiques bien connues avec un milieu peu coûteux. Pour les protéines membranaires cependant, les chercheurs ont observé que les cellules de mammifères sont plus efficaces. Cela s'explique par l'absence de modifications post-transcriptionnelles dans les systèmes procaryotes. Les limites comprennent l'accumulation intracellulaire de protéines hétérologues, un mauvais repliement du peptide, le risque de dégradation du produit en raison de traces d'impuretés de la protéase et la production d'endotoxines.

### Escherichiacoli
Un système populaire utilisé est Escherichia coli en raison de son taux de croissance rapide (~ 20 à 30 minutes), de sa capacité de fermentation continue et de son coût relativement faible. En outre, la levure a la capacité d'exprimer un volume relatif élevé de protéines hétérologues. Plus précisément, jusqu'à 30 % des protéines produites dans la levure peuvent être le produit d'un gène hétérologue. Il existe également des souches sûres d'E. coli qui sont générées avec succès pour augmenter la production. Outre les propriétés attrayantes d'E. coli en tant qu'hôte, cet hôte est incroyablement populaire car les chercheurs disposent d'une grande quantité de connaissances sur sa génétique, y compris la séquence génomique complète. Cependant, des problèmes se posent, soit en raison de la séquence du gène d'intérêt, soit en raison des limites d'E. coli en tant qu'hôte. Par exemple, les protéines exprimées en grandes quantités dans E. coli ont tendance à précipiter et à s'agréger, ce qui nécessite alors une autre méthode de dénaturation, de renaturation et de récupération. Enfin, E. coli n'est optimale que dans des conditions spécifiques qui dépendent du gène inséré.

### Bacillus subtilis
Bacillus subtilis (B. subtilis) est un organisme gram positif non pathogène qui ne produit pas de lipopolysaccharides Les LPS, que l'on trouve dans les bactéries à Gram négatif, sont connus pour provoquer de nombreux troubles dégénératifs chez l'homme et l'animal et pour affecter la production de protéines chez E. coli. Par conséquent, bien qu'il soit considéré comme potentiellement sûr, B. subtilis n'est pas officiellement classé comme étant généralement considéré comme sûr par la FDA (GRAS). B. subtilis possède des caractéristiques génétiques qui lui permettent de se transformer facilement avec des bactériophages et des plasmides. De plus, il peut faciliter davantage d'étapes de purification par sécrétion directe dans le milieu de culture et peut facilement être mis à l'échelle en raison de sa capacité à sécréter ces protéines de manière non spécifique. À ce jour, B. subtilis est utilisée avec succès pour étudier différents mécanismes biologiques, notamment le métabolisme, la régulation des gènes, la différenciation, l'expression des protéines et la génération de produits bioactifs. Il s'agit également de la bactérie gram-positive la plus étudiée au monde, les informations génomiques étant largement disponibles. Parmi les inconvénients de ce système hôte, citons la réduction ou la non-expression de la protéine d'intérêt et la production de protéases extracellulaires dégradantes qui ciblent les protéines hétérologues. Enfin, malgré les propriétés attrayantes de B. subtilis, ces limitations font que E. coli est le système hôte par défaut par rapport à B. subtilis. Cependant, avec davantage de recherche et d'optimisation, B. subtilis a le potentiel de produire des protéines membranaires à grande échelle.

### Levure
Les cellules eucaryotes peuvent être utilisées comme alternative à l'expression procaryote des protéines destinées à un usage thérapeutique. La levure est un champignon unicellulaire qui utilise des niveaux d'expression élevés, une croissance rapide et une maintenance peu coûteuse, comme les systèmes procaryotes. La levure étant un organisme alimentaire, elle est également favorable à la production de produits pharmaceutiques, contrairement à E. coli qui peut contenir des toxines. La levure a également un taux de croissance relativement rapide, avec un temps de doublement de 90 minutes sur des milieux simples, et est facilement manipulable. Comme pour E.coli, la séquence génomique complète de la levure est disponible. La levure la plus couramment utilisée est S. cerevisiae, qui peut effectuer des modifications post-traductionnelles telles que le traitement et le repliement des protéines. S. cerevisiae, P. pastoris sont de simples organismes eucaryotes qui se développent rapidement et sont hautement adaptables. Les systèmes eucaryotes ont des applications humaines et ont réussi à fabriquer des vaccins contre l'hépatite B et l'Hantavirus. L'utilisation de cellules de mammifères pour la technologie recombinante et la synthèse d'activités biologiques complètes augmente progressivement. Ce système sécrète et glycosyle les protéines, tout en introduisant un repliement correct des protéines et des modifications post-traductionnelles. Cependant, lorsque des capacités de glycosylation accrues sont utilisées, on observe souvent une hyper-mannosylation, ou l'ajout d'un grand nombre de mannose. Cela entrave le repliement correct des protéines. Dans l'ensemble, la levure est un compromis entre les cellules bactériennes et mammifères, et reste un système hôte populaire. Le coût de production pour l'utilisation de la levure comme système d'expression est élevé en raison de sa croissance lente et de ses besoins en nutriments coûteux.

### Insectes
Les baculovirus sont des virus qui infectent les insectes et sont apparus comme un système d'expression hétérologue chez les eucaryotes - les insectes. En tant qu'eucaryote, ils ont plusieurs fonctions importantes qui ne sont pas présentes dans les systèmes de levure et de bactérie, notamment la modification et le traitement des protéines et le système de transport eucaryote. Comme ils peuvent être reproduits en très fortes concentrations, cela simplifie le processus d'obtention de grandes quantités de protéines recombinantes. En outre, les chercheurs ont constaté que les protéines exprimées sont généralement localisées dans leurs compartiments respectifs et sont faciles à récolter. Ces génomes ont également tendance à être très grands et peuvent incorporer des fragments plus importants par rapport aux systèmes procaryotes, et ne sont pas infectieux pour les vertébrés et les cellules de mammifères. Cependant, ces vecteurs baculoviraux sont soumis à des limitations. Comme ces virus infectent à l'origine des invertébrés, il pourrait y avoir des différences dans le traitement des protéines chez les vertébrés, ce qui entraînerait des modifications néfastes.

### Amphibiens
L'ovocyte non fécondé d'une grenouille, ou Xenopus laevis, a également été utilisé comme système d'expression hétérologue. Initialement utilisé pour exprimer le récepteur de l'acétylcholine en 1982, il a depuis été utilisé pour diverses raisons. Ces ovocytes sont produits par les grenouilles tout au long de l'année et sont donc relativement abondants, et la traduction se fait avec une grande fidélité. Parmi les nombreuses limitations du système ovocytaire, l'une des principales est que les protéines hétérologues produites interagissent avec les protéines de l'ovocyte de grenouille, ce qui modifie son comportement par rapport à ce qu'il serait dans une cellule de mammifère. En outre, alors que les mammifères sont diploïdes, ces xénopes ont quatre copies homologues de chaque chromosome et les protéines dérivées peuvent donc avoir une fonction différente. Des recherches supplémentaires sont nécessaires pour examiner la production de protéines des systèmes de X. laevis.

### Cellules de mammifères
Bien que les cellules de mammifères soient plus difficiles à cultiver, prennent plus de temps, nécessitent plus de nutriments et sont nettement plus coûteuses, une protéine qui nécessite des modifications post-traductionnelles doit être exprimée dans des cellules de mammifères pour protéger l'efficacité clinique et la fidélité du produit. Cependant, même entre les cellules de mammifères, on observe des différences, par exemple des différences de glycosylation entre les cellules de rongeurs et les cellules humaines. Même au sein d'une lignée cellulaire, la stabilisation d'une lignée cellulaire entraîne souvent une modification des schémas de glycosylation. Le seul moyen commercialement viable d'utiliser des cellules de mammifères comme systèmes hôtes est d'obtenir un produit final de grande valeur. Les lignées cellulaires de mammifères les plus courantes, en particulier dans la recherche, sont la COS-7 du singe Cercopithecus aethiops, la CHO du hamster Cricetulus griseus et la lignée rénale humaine HEK293.

### Protistes
Un système d'expression eucaryote protiste courant est la moisissure visqueuse Dictyostelium discoideum, qui est unique car elle possède un plasmide circulaire, conditionné de manière similaire à la chromatine. En tant qu'organisme eucaryote haploïde simple, il peut se développer à des concentrations élevées sans les conditions coûteuses de la culture de cellules de mammifères, et effectuer des modifications post-traductionnelles. La protéine elle-même est exprimée sous plusieurs formes, notamment sous forme attachée à la membrane, sécrétée ou associée à la cellule, et peut glycosyler le produit protéique.

### Champignons filamenteux
Les champignons sont des décomposeurs naturels de nombreux écosystèmes. Par conséquent, ils sont capables de sécréter de grandes quantités d'enzymes, plus que les systèmes basés sur les bactéries. Cependant, l'utilisation des champignons comme systèmes d'expression s'est heurtée à plusieurs obstacles, notamment en raison du manque de connaissances sur la génétique des champignons, dû à leur complexité inhérente. Les champignons filamenteux ont constitué un système hôte intéressant, notamment Penicillium (d'où provient la pénicilline), Trichoderma reesei et Aspergillus Niger. Les champignons filamenteux produisent efficacement des protéines extracellulaires, évitant ainsi l'étape supplémentaire de la destruction des cellules pour extraire les protéines. Certains ont également des conditions de croissance et de milieu peu coûteuses. Les champignons possèdent également des capacités de glycolysation et de modification qui sont utiles pour les protéines eucaryotes. En outre, ils ont également produit avec succès des protéines liées aux vaccins et certains champignons filamenteux sont jugés GRAS par la FDA. Cependant, l'inconvénient majeur de l'utilisation de ce système hôte est que les rendements sont extrêmement faibles et ne sont pas économiquement viables. De plus, la faible quantité de protéines produites est souvent dégradée par les protéases fongiques. L'utilisation de souches déficientes en protéases constitue une approche pour remédier à ce problème. Les chercheurs tentent également d'appliquer différentes méthodes de perturbation génétique. Grâce à une meilleure compréhension de la régulation et de l'expression des gènes fongiques, nous pouvons nous attendre à ce que les champignons filamenteux deviennent un système hôte éventuellement viable.

## Applications

### Recherche biomoléculaire
Les chercheurs utilisent souvent des techniques d'expression hétérologue pour étudier les interactions entre les protéines. Par exemple, les bactéries sont optimisées dans l'expression hétérologue et la biosynthèse de la nitrogénase grâce à NifEN. Celle-ci peut être exprimée et modifiée dans E.coli. Grâce à cet hôte, il reste extrêmement difficile d'exprimer de manière hétérologue une métalloprotéine complexe et hétéromulmérique comme la NifEN, avec un ensemble complet de sous-unités, de grappes métalliques et de fonctionnalités. La variante de NifEN conçue dans cet hôte bactérien peut conserver son efficacité de cofacteur sur des sites de liaison de cofacteurs analogues, ce qui prouve l'expression hétérologue et encourage les recherches futures sur cette métalloenzyme. En outre, des rapports récents font état de l'utilité de nouveaux systèmes de champignons filamenteux pour la production de protéines industrielles. Parmi les avantages de ces systèmes figurent des fréquences de transformation élevées, la production de protéines à un pH neutre, une faible viscosité du bouillon de fermentation due à la sélection de souches non filamenteuses et des temps de fermentation courts. De nombreux produits génétiques humains, tels que l'albumine, l'IgG et l'interleukine 6, sont exprimés dans des systèmes hétérologues avec plus ou moins de succès. Des résultats incohérents ont laissé entrevoir le passage d'études gène par gène à une approche de la modification post-traductionnelle à l'échelle de l'organisme entier. Les ovocytes sont facilement optimisés pour leur grande taille et leur capacité de traduction, ce qui permet d'observer des réponses cellulaires intégrées. Cela s'applique aux études de molécules uniques dans des cellules uniques et aux applications de criblage de médicaments à moyen débit. En criblant les ovocytes pour l'expression de l'ADNc injecté, l'application de la micro-injection comme modèle d'expression hétérologue peut être étudiée plus avant en termes de signalisation cellulaire, de transport, d'architecture et de fonction des protéines.

### Développement de médicaments in vitro
Les systèmes d'expression hétérologues peuvent être incorporés cliniquement pour évaluer l'activité enzymatique dans des conditions hautement reproductibles pour le développement de médicaments in vitro,. Cela permet de minimiser les risques pour les patients en servant d'alternative aux procédures hautement invasives ou au potentiel de développement de réactions indésirables aux médicaments. L'analyse de l'activité enzymatique nécessite différents systèmes d'expression pour classer les variantes enzymatiques. Contrairement à d'autres animaux, l'expression de protéines recombinantes fonctionnelles est un processus coûteux pour les cellules de mammifères en raison des faibles niveaux d'expression des enzymes contribuant au métabolisme des médicaments. En conséquence, les processus de modification post-traductionnelle diffèrent d'une espèce à l'autre et limitent la précision des comparaisons. Le premier produit protéique hétérologue mis sur le marché est l'insuline humaine, plus communément connue sous le nom d'Humulin. Ce produit est fabriqué à partir d'une souche d'E. coli. La plupart des bactéries, y compris E. coli, sont incapables de sécréter avec succès de telles protéines, ce qui nécessite des étapes supplémentaires de récolte et de désintégration des cellules et d'isolement du produit avant la purification de la protéine.
Comme pour Humulin, l'expression hétérologue est utilisée avec succès pour le développement de médicaments. L'expression hétérologue par clonage de gènes produisant des produits naturels bioactifs d'intérêt peut également être exprimée dans des systèmes hôtes et mise à l'échelle pour la production de médicaments. Par exemple, plusieurs produits naturels d'importance clinique issus de champignons sont difficiles à cultiver en laboratoire. Cependant, après identification des groupes de gènes actifs correspondants, ces gènes peuvent être clonés dans la levure et exprimés également pour produire le produit d'intérêt d'une manière plus rentable et plus rapide. Cette méthode peut également être utilisée pour découvrir de nouveaux médicaments. Cette expérience permet de caractériser et d'exprimer des séquences génétiques fongiques qui ne sont pas étudiées auparavant, ce qui permet de produire de nouveaux produits naturels. Cependant, avec la mutagenèse des gènes vers un composé plus biologiquement pertinent, celui-ci peut ensuite être exprimé pour donner un nouveau produit génétiquement modifié.
Une autre utilisation importante de l'expression hétérologue est le criblage de différents médicaments dans un système hôte plutôt que dans un système natif plus coûteux ou difficile à maintenir. Un exemple serait l'utilisation de Mycobacterium marinum comme système hôte alternatif par rapport à l'utilisation directe de Mycobacterium tuberculosis. M. tuberculosis nécessite des installations de niveau de biosécurité élevé pour le dépistage des médicaments et a un taux de croissance lent, ce qui rend le processus coûteux et long. Les chercheurs ont donc testé un M. marinum étroitement apparenté et moins dangereux, qui, par l'expression hétérologue de deux activateurs de médicaments, est devenu un modèle précis pour tester les médicaments antituberculeux. L'expression hétérologue de protéines de canaux ioniques est un exemple de cible médicamenteuse plus ciblée. Elle permet de tester différents médicaments pour les canaux ioniques cardiaques qui modifient leur fonction afin de lutter contre les maladies cardiaques. De même, l'expression hétérologue de récepteurs clonés peut permettre le criblage de médicaments. L'avantage de l'expression hétérologue est qu'elle produit de grandes quantités de récepteurs cibles de médicaments intéressants et qu'elle est généralement inépuisable, reproductible et peu coûteuse. Ces récepteurs pourraient ensuite être utilisés dans des essais visant à tester l'efficacité et la spécificité de la liaison des médicaments. En outre, les récepteurs produits pourraient eux-mêmes être utilisés à des fins thérapeutiques. Ils pourraient servir de leurres pour les toxines ou les molécules de signalisation en excès, et lier/atténuer ces molécules.

### Biocarburants
La technologie recombinante a également joué un rôle dans le développement des biocarburants. Elle est explorée à l'aide de systèmes d'expression présents dans les bactéries, les plantes et les levures. Plus précisément, l'expression hétérologue d'enzymes cellulases utilise la cellulose, la matière première la plus abondante au monde. Les enzymes cellulolytiques se trouvent dans les plantes, les insectes, les bactéries et les champignons et contribuent à la conversion de la biomasse en biocarburant. Plus précisément, la cellulose est hydrolysée pour former des molécules de sucre. Par exemple, la manipulation des niveaux d'expression cellulaire des enzymes cellulolytiques est nécessaire dans les hôtes fongiques afin de surmonter la dégradation. Cependant, la biotransformation s'est avérée difficile pour former des protéines à haut rendement et nécessite l'incorporation d'autres enzymes. Diverses souches microbiennes peuvent être combinées pour exprimer des enzymes qui se traduisent par une augmentation totale du rendement enzymatique à une échelle économiquement viable.

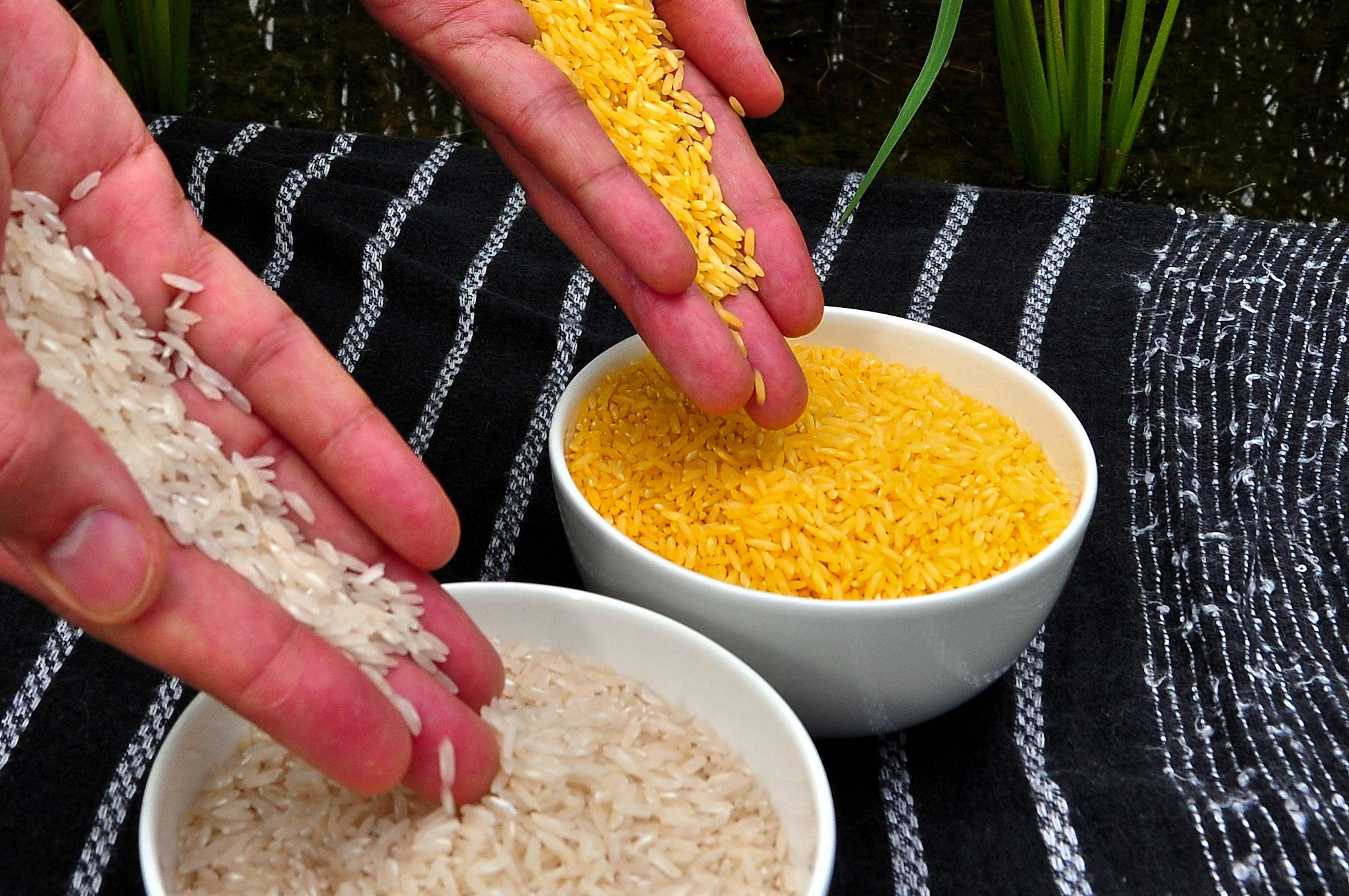
Cette image montre la comparaison du riz ordinaire non modifié à côté du riz doré. Le riz doré présente une expression hétérologue du gène du bêta-carotène.

### Agriculture

#### Organismes Génétiquement Modifiés (OGM)
Le riz doré est un OGM créé en 2005 par expression hétérologue dans le cadre d'un effort humanitaire visant à lutter contre les effets de la carence en vitamine A. Le riz Oryza sativa est transfecté avec un gène pour produire du β-carotène, un précurseur de la vitamine A qui a une couleur jaune-orange.

## Limites
Plusieurs limitations empêchent l'expression hétérologue de générer des produits à un niveau économiquement réalisable qui sont observés dans les bactéries, les levures et les plantes. Premièrement, ces méthodes sont encore extrêmement coûteuses par rapport à la production naturelle, prennent souvent plus de temps à générer et nécessitent des conditions spéciales pour la culture hôte et l'induction de l'expression. De plus, la plupart des méthodes ne sont toujours pas optimisées, certaines ayant même une expression plus faible que l'organisme natif. En particulier avec les gènes biosynthétiques pour les produits d'intérêt naturels biologiquement actifs, les chercheurs ont découvert qu'ils s'expriment très mal dans des conditions de laboratoire, notamment en raison de la taille généralement importante des gènes. Bien que des produits protéiques soient produits, ils sont souvent générés à un très faible rendement, sont mal sécrétés en raison d'une faible solubilité ou produisent d'autres sous-produits indésirables. Les exemples réussis de production hétérologue de produits cibles sont principalement observés avec des gènes de faible complexité avec un petit nombre d'opérons. Cela est souvent dû à l'inadéquation des voies et de la machinerie d'induction de régulation et d'expression, et se reflète dans la dégradation observée de certaines séquences d'acides aminés, une diminution de l'activité spécifique, un transport membranaire incorrect et des effets de glycosylation. De plus, il existe des obstacles au cours du processus de traduction, où les effets de l'ARNt de l'hôte réduisent l'efficacité de la traduction, en particulier la reconnaissance par les ribosomes de l'hôte. De même, des modifications des bases liées à l'ARNt qui diffèrent du système hôte peuvent réduire la traduction des protéines quantitativement et qualitativement. Par exemple, la traduction d'un gène étranger dans un autre système hôte qui ne contenait pas l'ARNt requis a entraîné une terminaison précoce au niveau du codon où l'ARNt est manquant. Collectivement, avec une expression hétérologue, lorsque les systèmes de traduction de l'hôte sont différents du système natif à partir duquel les gènes sont introduits, des erreurs de codage, des décalages de cadre ou une terminaison de séquence prématurée ou incorrecte sont fréquents. Par conséquent, cela conduit à un rendement inférieur de protéines fonctionnelles ou à une surexpression involontaire de la protéine. Ces erreurs sont particulièrement importantes avec l'augmentation significative et non naturelle de la demande de machines biologiques du système hôte. Souvent, cela provoque la réaffectation des ressources cellulaires des processus normaux à la production de la protéine hétérologue. Plus précisément, cela sollicite l'approvisionnement en ARNt et en acides aminés, les systèmes de contrôle de la qualité et les systèmes de sécrétion, ainsi que le NADPH requis pour les processus anaboliques. De plus, l'accumulation de protéines hétérologues non naturelles entraîne également des effets indésirables sur l'hôte. Dans l'ensemble, les implications ne sont pas seulement évidentes dans les faibles rendements de produits, mais aussi dans les réponses au stress de l'hôte et dans la diminution de la viabilité de l'hôte.
Il existe de nombreux domaines de recherche active traitant de ces limitations de l'utilisation de l'expression hétérologue, en particulier dans un cadre commercial. Une approche consiste à déterminer le système hôte optimal pour chaque produit protéique cible spécifique, car différentes protéines, en particulier non natives, ont souvent un comportement déviant dans d'autres organismes, et certains systèmes hôtes peuvent produire des rendements plus élevés ou nécessiter des conditions plus douces que d'autres. En effet, incorporer différents promoteurs ou séquences génétiques optimisées et utiliser des variants ou souches d'organismes permettant ces modifications post-traductionnelles est une approche intéressante. Par exemple, des variants qui ont une sécrétion efficace peuvent permettre à la production de produits d'expression hétérologues d'être industriellement pertinente. De plus, augmenter la disponibilité des cofacteurs, améliorer la capacité de repliement des protéines, améliorer les promoteurs de gènes et concevoir des systèmes de contrôle qui changent en fonction des différentes demandes de ressources. Une autre approche consiste à incorporer des périodes transitoires où la production hétérologue est réduite pour permettre la récupération du système hôte. Pour résoudre les erreurs de traduction, il est possible de surexprimer l'ARNt pour atténuer toute pénurie, cependant, les modifications de base dépendent encore fortement du système hôte. Les scientifiques ont tenté de concevoir un système universel pour tenter d'atténuer ces préoccupations, mais il reste encore beaucoup à découvrir sur la connexion entre les hôtes et les producteurs indigènes, et les implications de la charge accrue sur les systèmes hôtes.

## Préoccupations éthiques
Les progrès de la technologie de l'ADN recombinant ont révolutionné l'idée de traiter les maladies par la reconstruction ou le remplacement de gènes défectueux. La thérapie génique est une technique qui greffe des gènes normaux dans des cellules qui contiennent des gènes manquants ou défectueux pour corriger des troubles génétiques. Néanmoins, plusieurs inquiétudes sont soulevées quant à l'efficacité de la thérapie génique en raison de son taux de réussite limité dans les essais cliniques. Au fil des ans, d'immenses efforts sont déployés pour bien comprendre les vecteurs, les virus et leur communication avec le système immunitaire de leur hôte. Cependant, tous les systèmes de défense ne réagissent pas de la même manière. Certains patients ont connu une réponse « de type auto-immune » où leur corps rejette ce traitement. Les gènes hétérologues sont reconnus comme étrangers à l'hôte et peuvent induire des réponses inflammatoires médiées par les cytokines qui sont finalement détruites par leurs lymphocytes T cytotoxiques. Cela a remis en question la relation entre le dosage du vecteur et la toxicité cellulaire, car les scientifiques reconnaissent qu'une activation inappropriée de ces réponses peut provoquer des effets secondaires graves non seulement sur les cellules infectées par la maladie, mais également sur d'autres parties saines du corps.
La modification génétique utilisée pour répondre à des préoccupations autres que les nécessités médicales telles que la couleur des yeux, les capacités athlétiques, l'intelligence, etc. est un exemple qui a remis en question l'éthique de son objectif. L'eugénisme, qui place un groupe de caractéristiques humaines souhaitables sur un autre, a fait craindre un contrecoup potentiel envers les individus génétiquement modifiés ou non génétiquement modifiés dans la société. Dans le cas de l'édition germinale, il n'y a aucune garantie que le traitement fournira une guérison absolue tout au long de la vie du patient et/ou que ces gènes pourront être transmis à leur progéniture. Bien que CRISPR (Clustered Regularly Interspaced Short Palindromic Repeats), une technique qui permet de modifier facilement les gènes, peut présenter certains avantages, mais elle peut également entraîner des risques supplémentaires pour le corps humain. Par exemple, il peut y avoir des limitations techniques à l'édition CRISPR. Jusqu'à ce que des progrès soient réalisés pour doter pleinement les scientifiques des connaissances nécessaires pour comprendre tous les avantages et risques potentiels associés à l'édition CRISPR, des inquiétudes concernant la sécurité de ses applications demeurent. La possibilité que l'édition puisse entraîner une séquence génétique incomplète ou inexacte est rapportée dans plusieurs expériences liées à des études de lignées cellulaires animales et humaines. Puisqu'il est presque impossible de prédire avec certitude une issue favorable, cette technique rend la modification de la lignée germinale d'autant plus difficile à promouvoir en tant que remède définitif pour toute personne souffrant de maladies en phase terminale.